# Col Sobrestante Luis Garibaldi
Pour les articles homonymes, voir Garibaldi (homonymie).
Le col Sobrestante Luis Garibaldi (en espagnol : Paso Sobrestante Luis Garibaldi), plus connu sous le nom de col Garibaldi (Paso Garibaldi), est le seul col goudronné permettant de traverser l'enchaînement des Andes fuégiennes, la portion australe et terminale de la cordillère des Andes. Il est situé dans le département d'Ushuaïa, dans la province de Terre de Feu, Antarctique et Îles de l’Atlantique Sud, dans le Sud de l'Argentine.

## Géographie

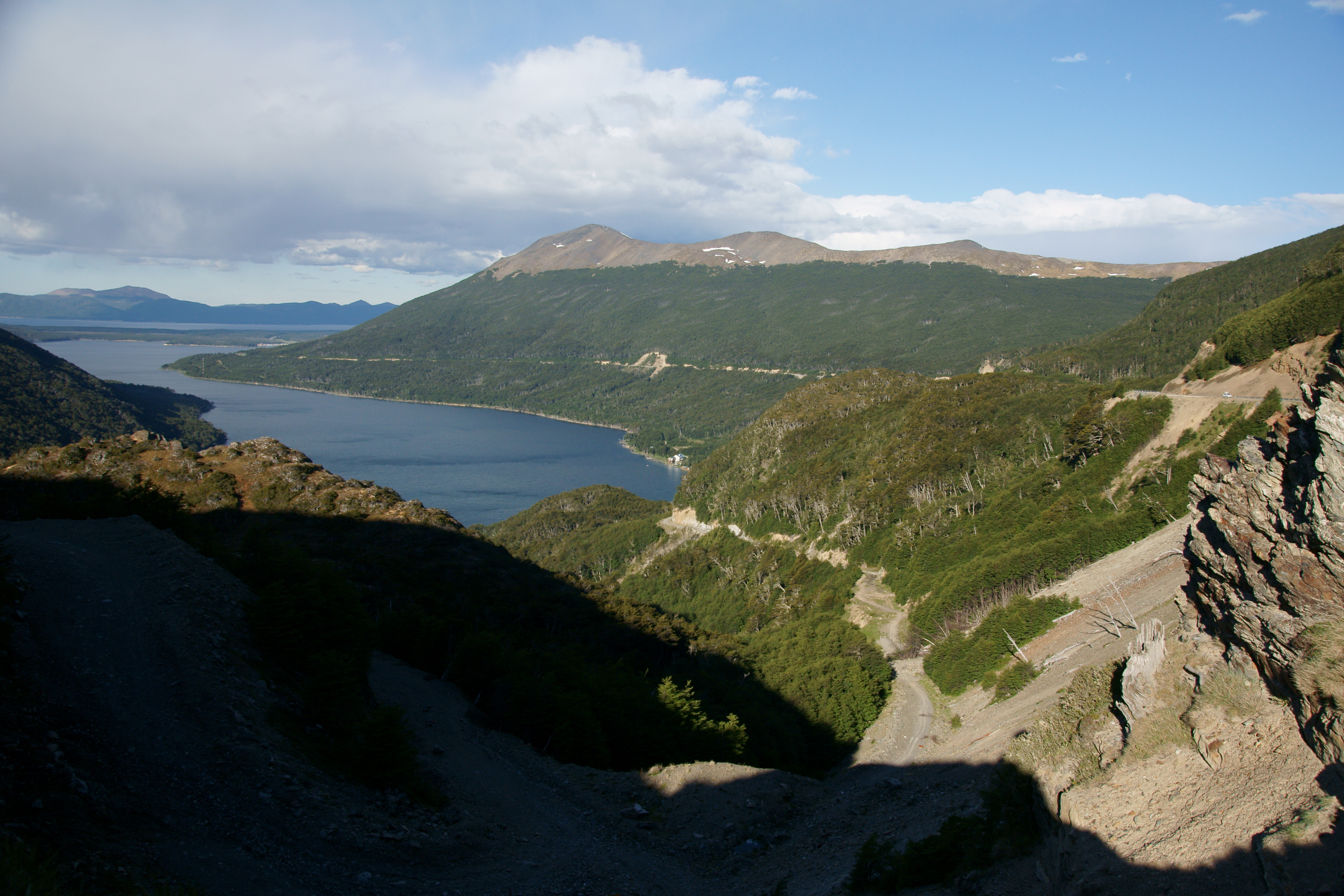
Autre vue panoramique depuis le belvédère. À droite, le passage goudronné. Dans le secteur éclairé par le soleil, il est possible de distinguer l'ancienne route (ou Garibaldi Viejo).

Le col se trouve au km 3086 de la route nationale 3, il se situe à 450 m d'altitude (430 m selon d'autres sources) et est le point culminant de cette dernière. Ce col est ouvert à travers la cordillère fuégienne qui court sur un axe ouest-est, contrairement au reste de la cordillère des Andes (qui suit un axe nord-sud). Depuis le lac Fagnano la route monte sur le versant nord ; puis, après le passage du col, commence la descente sur le versant sud, qui se prolonge sur 12 km jusqu'à Rancho Hambre, où se trouve une station de salage destinée à maintenir le col ouvert toute l'année. C'est ici que débute la « ruta J » qui amène jusqu'à Estancia Harberton, alors que la route nationale 3 continue en direction de la ville d'Ushuaïa.

## Trafic
C'est par ce passage que transite tout le transport terrestre reliant le secteur transandin fuégien avec le reste de l'Argentine. Étant complètement goudronné, il est ouvert toute l'année, mais en hiver il arrive qu'il soit brièvement fermé après d'importantes chutes de neige. À proximité du point culminant se situe un belvédère, le mirador del lago Escondido, où les véhicules ont la possibilité de stationner ; depuis ce mirador il est possible d'avoir une vue panoramique du lac Escondido et d'une partie du lac Fagnano.

## Flore
La végétation que l'on peut observer, aussi bien lors de l'ascension que de la descente du col, est caractéristique de la forêt fuégienne, dominée par trois espèces d'arbres du genre Nothofagus : le hêtre de Magellan, le ñirre et en particulier l’hêtre de la Terre de Feu (ou lenga), qui est la principale ressource forestière de la zone. Il est exploité par des scieries situées alentour. Le secteur le plus élevé est situé à proximité du niveau de la lenga achaparrada, qui forme une bande qui précède les hautes steppes andines. Ces forêts sont uniques au monde pour avoir poussé dans une région aux étés froids (la température moyenne en été est de 9 °C au niveau de la mer) et balayée par des vents violents. C'est pour cette raison que ces espèces ont été plantées en d'autres régions du monde de climat similaire mais qui manquent naturellement d'arbres.

## Histoire
Depuis la création des villes d'Ushuaïa et de Río Grande, la volonté de les relier au moyen d'une route se confrontait au défi de la traversée de la cordillère des Andes, les deux villes étant situées proches du niveau de la mer. Une intense prospection à travers la chaîne andine est menée afin de trouver un passage naturel, jusqu'alors inconnu, pour faire passer la route. Finalement, à l'été 1935-1936, le Surveillant Luis Garibaldi Honte, parti du lac Escondido, trouve le lieu idéal pour réaliser l'ouverture de la première piste. Ce cantonnier était d'origine Mánekenk, l'une des ethnies aborigènes de la Terre de Feu, son prénom aborigène étant Paka. Orphelin de père, ce dernier ayant été tué par des orpailleurs, il est élevé par sa mère Honte et sa grand-mère ; c'est justement cette dernière qui lui indiqua la présence d'un passage utilisé par les Mánekenks pour traverser la cordillère. Son nom de famille ne fait pas référence au père de l'indépendance italienne Giuseppe Garibaldi, il lui a été donné par le missionnaire italien José Stroppa, qui l'employait comme aide alors qu'il n'était âgé que de 11 ans, il lui réclamait d'apporter de l'eau dans la cuisine : gare balde e tráiga l' acqua. Gare balde s'est transformé en « Garibaldi ». Luis Garibaldi, lui-même, a reconnu la véracité de cette anecdote. Il est candidat au poste de conseiller pour l'Union civique radicale en 1963. Il meurt en 1981 à Río Grande.
Grâce à sa découverte, la Dirección Nacional de Vialidad soumissionne en 1948 la construction de la portion de la route nationale 3, entre Ushuaïa et le río Tristen. La portion du passage est confiée à la responsabilité de l'ingénieur Enrique Azzaro, doyen des ingénieurs des ponts et chaussées argentins (ce dernier est décédé en 2006, à l'âge de 92 ans). La liaison avec les infrastructures construites sur le tronçon nord a lieu en novembre 1956. Ce tracé alternatif primitif passait devant l'Hostería Petrel et était appelé localement « Garibaldi Viejo », il est abandonné après la construction d'un nouveau tracé, le « Camino Nuevo » (littéralement « nouveau chemin »), construit entre 1968 et 1970 avec les fonds de l'Alliance pour le Progrès. 

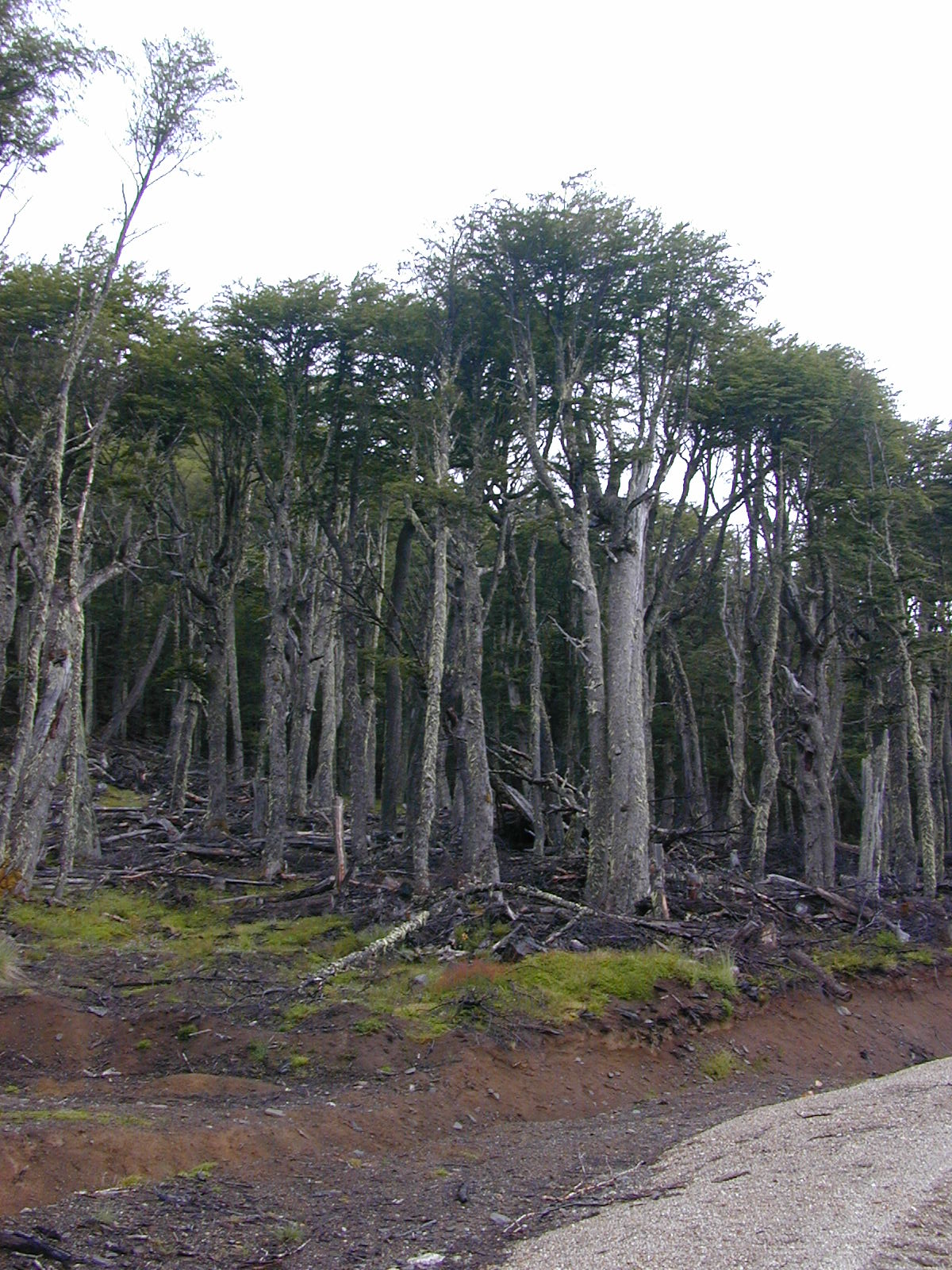
Forêt où la lenga est l'espèce dominante.

### Premiers véhicules à l'avoir franchi
Le premier véhicule à franchir le col, en novembre 1956, est un jeep de la Vialidad Nacional argentine, partie d'Ushuaïa à 16 h et arrivée à Río Grande à 2 h du matin le lendemain. À son retour, elle est accompagnée de la première automobile privée à franchir le col Garibaldi : une camionnette Buick des années 1920. Deux jours plus tard, un touriste américain en jeep amphibie arrive à dans le cadre d'une expédition depuis l'Alaska, il est le premier touriste étranger à avoir franchi le col Garibaldi.